# Mezhgore
Mezhgore (en ruso: Межго́рье) es una ciudad de la república de Baskortostán, Rusia, ubicada a 200 km al sureste de Ufá —la capital de la república— y cerca del nacimiento del río Belaya, un afluente del Kama que, a su vez, es afluente del Volga. Su población en el año 2010 era de 17 300 habitantes.

## Historia
Se fundó en 1979 y en 1995 obtuvo el estatus o categoría de ciudad.